# Mediaset
Mediaset N.V. (oorspronkelijk Mediaset S.r.l., daarna Mediaset S.p.A.) is een in Nederland gevestigd Italiaans mediaconglomeraat, genoteerd aan de beurs van Milaan. Het bedrijf wordt beheerd door de holding Fininvest van Silvio Berlusconi. Het is het belangrijkste commerciële televisiebedrijf van Italië en ontstond in 1995 doordat Fininvest zijn televisie-activiteiten afscheidde. Het bedrijf heeft zijn zetel in Cologno Monzese in de Italiaanse metropolitane stad Milaan.

## Activiteiten
Mediaset is actief in alle aspecten van de televisie-industrie: van het plannen tot het produceren van programma's, het verzorgen en uitzenden van reclame, het verkrijgen van film- en sportrechten tot en met het uitzenden van signalen.
Het is actief in Italië en Spanje. Ongeveer 80% van de omzet wordt behaald met de verkoop van reclame en de rest van de omzet komt van de Italiaanse betaal-tv-kanalen. De tv-kanalen van Mediaset hadden in 2017 een bereik van 9,9 miljoen huishoudens in Italië, ofwel een marktaandeel van 33,3% gemeten over de hele dag. Mediaset España bereikte met, onder andere de tv-kanalen Telecinco en Cuatro, 28,8% van de kijkers. Mediaset heeft ongeveer 51% van de aandelen van Mediaset España in handen, de rest staat op de beurs van Madrid genoteerd. Mediaset kan met het meerderheidsbelang de resultaten van de Spaanse activiteiten consolideren. Spanje is met een aandeel van zo'n 30% in de totale omzet de kleinste activiteit, maar levert een relatief grote bijdrage aan het nettoresultaat.
Het bedrijf had een minderheidsbelang van 40% in het beursgenoteerde bedrijf EI Towers. Het is de grootste onafhankelijke beheerder van zendmasten voor tv, radio en mobiele telefonie in Italië. In oktober 2018 kreeg Mediaset in een financiële transactie een minderheidsbelang van 40% in 2iTowers Holding, die op zijn beurt 100% van de aandelen EI Towers in bezit heeft. Deze transactie resulteerde in een buitengewone bate van 498 miljoen euro in 2018. De beursnotering van EI Towers werd na deze transactie gestaakt.
De aandelen van Mediaset staan genoteerd op de Italiaanse effectenbeurs, de Borsa Italiana, en maakt onderdeel uit van de FTSE MIB aandelenindex.

## Geschiedenis
In 1978 werd Telemilano, een lokale zender, opgericht en twee jaar later veranderde het in Canale 5, een netwerk van stations, eigendom van de Fininvest groep. Met het verkrijgen van Italia 1 in 1982 en Rete 4 in 1984, won het de strijd van andere commerciële netwerken en werden de televisiezenders van Fininvest de favoriete keuze van miljoenen Italiaanse kijkers. Daardoor werd meteen het staatsmonopolie op het gebied van televisie en reclame doorbroken.
In 1991 begonnen de drie zenders met het live uitzenden van programma's en een jaar later kregen ze een licentie om officieel landelijk uit te zenden. Na een reorganisatie om alle activiteiten te integreren tot één geheel, dat onafhankelijk kon groeien door het aantrekken van investeerders, ontstond uiteindelijk Mediaset. Mediaset nam het verkrijgen en verzorgen van televisierechten over en nam aandelen in filmproductie -en distributiebedrijven.
Rond 1995 kreeg het de controle over Publitalia '80, het bedrijf dat voor de reclamezendtijden van de zenders zorgde en over RTI, het televisiebedrijf dat de drie uitzendlicenties beheert. Daarnaast kreeg het ook de volledige controle over Videotime, RTI Music en Elettronica Industriale, bedrijven die zorgen voor het verspreiden van signalen door middel van een netwerk over heel Italië. Verder bezit Mediaset Medusa Cinema en Medusa Film die zich bezighouden met de filmproductie en filmdistributie.
Via Telecinco (Tele 5) Spanje en middels Mediaset Investment SARL heeft Mediaset sinds 2007 circa een derde van EDAM Aquisition Holding I Coöperatief UA in handen, die Endemol bezit. De overname werd betaald met veel schulden en Endemol kwam snel in financiële problemen. In april 2013 trok Mediaset zich terug uit Endemol en verkocht zijn gehele belang.
Medio december 2016 maakte het Franse Vivendi bekend in korte tijd een aandelenbelang van 20% in Mediaset te hebben opgebouwd. Er was geen overleg vooraf waardoor het opbouwen van het belang als vijandig wordt gezien. In reactie liet Fininvest, het investeringsbedrijf van ex-premier Silvio Berlusconi, weten het 35% belang te gaan uitbreiden. Eerder dit jaar zag Vivendi nog af van een plan waarbij het bedrijf een deel van de divisie betaaltelevisie van Mediaset zou overnemen.
In april 2017 besloot de Italiaanse toezichthouder Agcom dat Vivendi of zijn belang in Mediaset of Telecom Italia (24% belang) moet verkopen. De toezichthouder is van mening dat Vivendi te veel macht heeft en de verkoop van een belang kan dit corrigeren. Vivendi krijgt een jaar de tijd om de verkoop te realiseren, maar moet al binnen 60 dagen een plan van aanpak voorleggen. Vivendi is naar de rechter gestapt om het besluit van Agcom aan te vechten. In april 2018 heeft het wel een aandelenbelang van 19,19% in Mediaset ondergebracht in een aparte stichting, Simon Fiduciaria, om te voldoen aan het besluit van Agcom. In september 2020 deed het Europese Hof van Justitie uitspraak in deze zaak. De Italiaanse wet blokkeert de overname van Italiaanse media- en telecommunicatiebedrijven door bedrijven uit andere Europese lidstaten, dit is niet toegestaan. Het hof meent ook dat overnames geen gevaar zijn voor de pluriformiteit van de media. De uitspraak van het hof is bindend. Vivendi mag zijn aandelenbelang houden en krijgt ook weer stemrecht op alle aandelen Mediaset die het in handen heeft.
In mei 2019 kocht Mediaset een minderheidsbelang van 9,6% in het Duitse mediabedrijf ProSiebenSat.1. Met dit aandelenbelang legt het bedrijf een basis voor een pan-Europees televisiebedrijf. De koopsom was 330 miljoen euro en volgt op speculaties dat MediaSet wil fuseren met ProSieben. Het belang is stapsgewijs verhoogd naar 29,9% per jaareinde 2023.
Op 4 september 2019 stemden de aandeelhouders voor een fusie van Mediaset en Mediaset España, de twee gaan verder onder de Nederlandse holding MFE MediaForEurope (MFE). Eenmaal gerealiseerd zal Fininvest 35,4% van het bedrijf in handen hebben en daarmee de grootste aandeelhouder blijven. Een trustmaatschappij krijgt 15,4% en Vivendi's belang verwaterd naar 7,7%. De rest blijft op de beurs verhandelbaar. Vivendi is fel tegen deze fusie een voert een juridische strijd die ook na het aandeelhoudersbesluit doorgaat. In augustus 2020 oordeelde een Spaanse rechter in het voordeel van Vivendi en blokkeerde de overgang van Mediaset Espana in MFE. De rechter vindt het onterecht dat Fininvest met 35% van de aandelen MFE zoveel macht krijgt dat de andere aandeelhouders bijna geen zeggenschap meer hebben. Op 3 mei 2021 bereikten Fininvest, Mediaset en Vivendi een overeenstemming en besloten alle rechtszaken te staken. Op 22 juli 2021 werd de overeenkomst bezegeld met handtekeningen onder het contract. Korte tijd later nam Fininvest een aandelenbelang van 5% in Mediaset over van Vivendi. Verder verplichtte Vivendi zich tot de verkoop van het resterende belang van 19,9% in Mediaset over een periode van vijf jaar mits een zeker minimumprijs kan worden behaald. Op 25 november 2021 stemden de aandeelhouders in met een naamswijziging van Mediaset naar MFE MediaForEurope (MFE).
In mei 2022 deed MFE een bod op alle aandelen Mediaset España die het nog niet in handen had. Het bod was gedeeltelijk succesvol en op 7 juli 2022 was het belang gestegen naar 83%.

## Dochterbedrijven van Mediaset
| - Publitalia '80 | - RTI | - Videotime | - Elettronica Industriale | - Mediaset España Comunicación |

## Zenders

### Ether

#### Hoofdzenders
| Italië - Canale 5 - Italia 1 - Rete 4 | Spanje - Telecinco - Cuatro |

#### Themazenders
| - Boing (51 %) - Cartoonito (51 %) - La 5 - Mediaset Italia 2 - Mediaset Extra | - Mediaset TGCom 24 - IRIS - TOP Crime - Mediaset Premium (pay-per-view-uitzendingen van Serie A) - Premium Cinema (in allerlei variaties) | - Premium Crime - Premium Calcio - Premium Mya - Premium Joi - Premium Action |

### Satelliet
- Class CNBC (10,9 %)